# Güler Sabancı
Güler Sabancı (Adana, 14 agosto 1955) è un'imprenditrice e dirigente d'azienda turca, attualmente presidente e responsabile della società di famiglia, la Sabancı Holding.

## Biografia
Primogenita del ricco imprenditore turco İhsan Sabancı, la giovane Güler cominciò a lavorare nel mondo degli affari dopo la laurea in amministrazione aziendale all'Università del Bosforo. Dapprima venne assunta alla LasSa, una società produttrice di pneumatici nella provincia di Kocaeli, e in seguito fu general manager presso la KordSa, posizione che mantenne per quattordici anni.
Successivamente entrò a far parte del consiglio di amministrazione della Sabancı Holding, la società appartenente alla sua famiglia da generazioni. Nel 2004, quando suo zio Sakip, presidente della holding dal 1967, venne a mancare, Güler venne nominata dal consiglio per succedergli.
La Sabancı è stata il primo membro donna dell’Associazione degli Industriali e degli Uomini d'Affari Turchi (TUSIAD), oltre ad essere la prima persona di nazionalità turca a divenire membro dell’International Business Council e la prima donna membro dello European Round Table of Industrialists.
Per il suo operato Güler Sabancı ha ricevuto diversi riconoscimenti ed è stata insignita di numerose onorificenze straniere, tra cui l'Ordine al Merito della Repubblica Austriaca e la Legion d'onore.
La Sabancı inoltre è spesso comparsa nelle classifiche delle persone più importanti del mondo stilate da giornali del calibro del Financial Times e del Wall Street Journal. La rivista Forbes l'ha inclusa ripetutamente nella sua lista delle 100 donne più potenti del mondo: nel 2006 e nel 2007 era al 65º posto, nel 2008 al 75°, nel 2009 al 27°, nel 2010 al 52° e nel 2011 al 78°.